# Voorlopig getuigenverhoor
Een voorlopig getuigenverhoor is in Nederland een verhoor door een rechter op verzoek. Het kan plaatsvinden in zaken waarin nog geen zaak aanhangig is of tijdens een lopende procedure. Het verhoor vindt plaats onder ede.
Het doel van een voorlopig getuigenverhoor is dat verzoeker opheldering verkrijgt over de feiten. Deze feiten kunnen gebruikt worden in een latere bodemprocedure. Van het verhoor wordt ter zitting een proces-verbaal gemaakt, dat de getuige kan ondertekenen.
De rechter kan het verzoek voor een voorlopig getuigenverhoor weigeren als bijvoorbeeld de verzoeker geen belang heeft bij het onderzoek.
De mogelijkheid voor het voorlopig getuigenverhoor is opgenomen in het Nederlandse Wetboek van Burgerlijke Rechtsvordering, artikel 186 t/m 193.